# ミカ・マルモル
ミカ・マルモル・メディナ（Mika Mármol Medina、2001年7月1日 - ）は、スペイン・カタルーニャ州タラサ出身のサッカー選手。UDラス・パルマス所属。ポジションはDF。

## クラブ経歴
カタルーニャ州のタラサに生まれ、2006年から2年間はFCバルセロナのカンテラに所属した過去を持つ。バルセロナ退団後はカタルーニャ州内のクラブを転々とし、2018年にバルセロナへ復帰した。2019-20シーズンにBチームで出場機会を掴み始めると、2022年5月15日、プリメーラ・ディビシオンのヘタフェCF戦にて、試合終了間際にアレハンドロ・バルデとの途中交代でトップチームデビューを果たした。
2022年8月30日、セグンダ・ディビシオンに所属していたFCアンドラへ加入し、2年契約を結んだ。アンドラでは2022-23シーズンのリーグ戦37試合に出場し、チームのプリメーラ・ディビシオンRFEF優勝に貢献した。
2023年8月11日、プリメーラ・ディビシオンへの昇格が決定していたUDラス・パルマスに3年契約で移籍した。